# Callum MacLeod

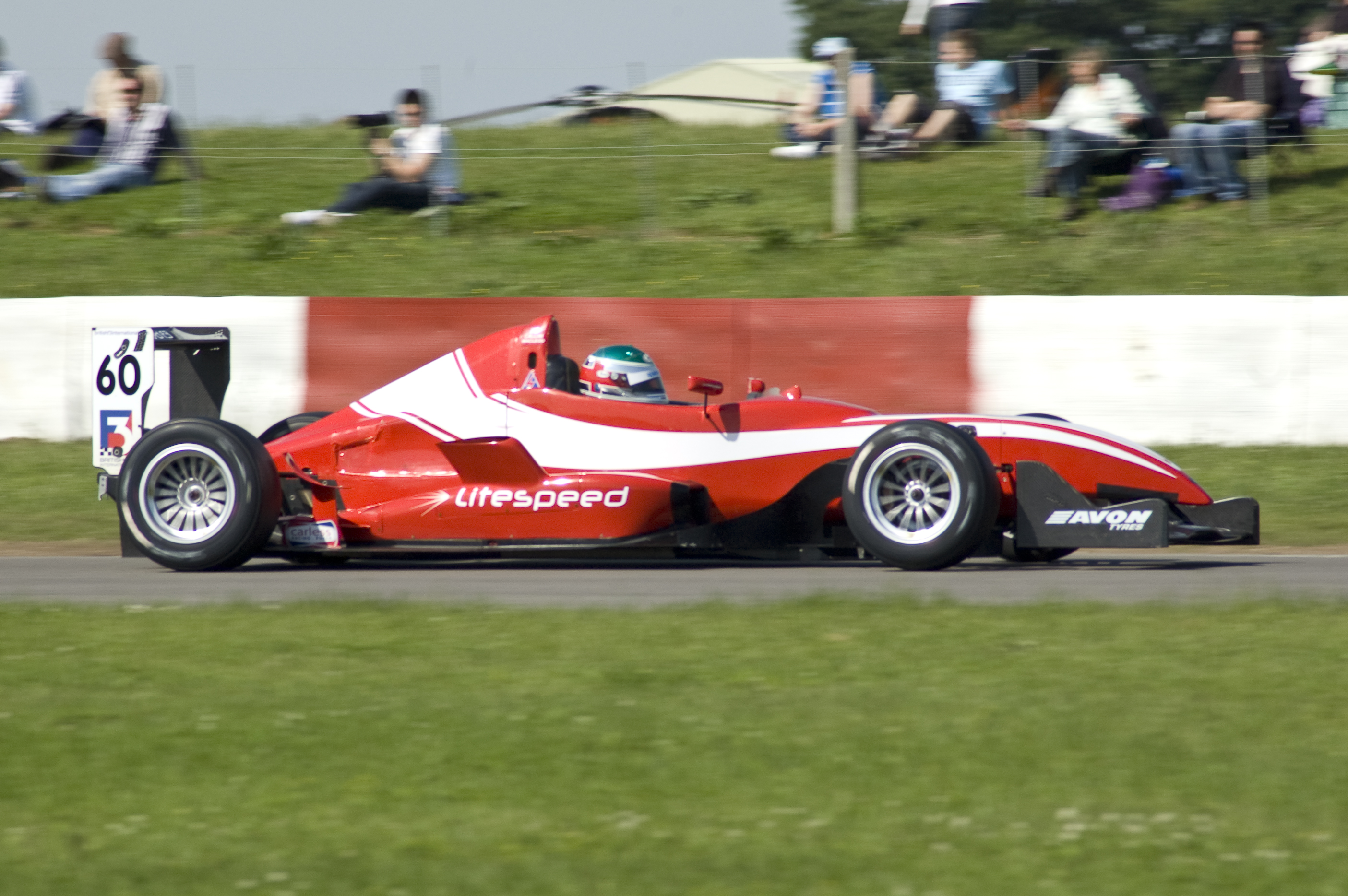
Callum MacLeod in einem Formel-3-Rennwagen in Snetterton

Callum MacLeod (* 20. Januar 1988 in Gloucester, England) ist ein britischer Rennfahrer. Er trat 2011 in der GP3-Serie an.

## Karriere
MacLeod begann seine Motorsportkarriere 1996 im Kartsport, in dem er bis 2003 aktiv war. 2005 wechselte er in den Formelsport und startete in der britischen Formel BMW. Er beendete seine Debütsaison auf dem 23. Gesamtrang. 2006 wurde er Siebter im Clumans-Cup der Formel Ford. 2007 trat er in der britischen Formel Ford an. Er gewann 14 von 24 Rennen und stand insgesamt 20 Mal auf dem Podest. Den Meistertitel entschied er deutlich für sich. 2008 wechselte er in die britische Formel-3-Meisterschaft. Für zwei verschiedene Teams startend wurde er 14. in der nationalen Klasse. Außerdem nahm er an zwei Rennen des britischen Porsche Carrera Cups teil.
2009 wechselte MacLeod zum Team West-Tec in die European F3 Open. Mit einem dritten Platz als bestes Resultat belegte er am Ende der Saison den neunten Platz in der Gesamtwertung. Außerdem entschied er die Copa-Wertung für sich. 2010 blieb er in der European F3 Open und bestritt seine zweite Saison für das Team West-Tec. Der Brite gewann drei Rennen und stand acht Mal auf dem Podium. Nachdem er das letzte Rennwochenende ausgelassen hatte, wurde er mit 112 zu 154 Punkten Vizemeister hinter Marco Barba.
2011 war MacLeod zunächst ohne Cockpit. Zum fünften Rennwochenende stieg er schließlich für Carlin in die GP3-Serie ein. Am Saisonende lag er auf dem 23. Platz der Fahrerwertung.

## Karrierestationen
| - 1996–2003: Kartsport - 2005: Britische Formel BMW (Platz 23) - 2006: Formel Ford Clubmans Cup (Platz 7) | - 2007: Britische Formel Ford (Meister) - 2008: Britische Formel 3, nationale Klasse (Platz 14) - 2009: European F3 Open (Platz 9) | - 2010: European F3 Open (Platz 2) - 2011: GP3-Serie (Platz 23) |